# Trama (textil)

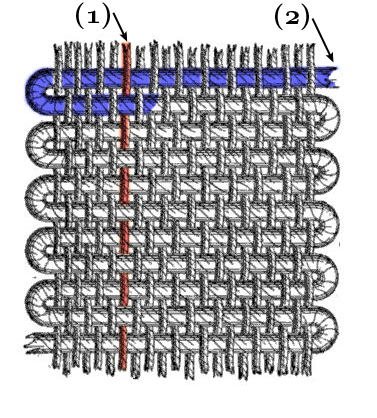
Forma de tejer: (1) urdimbre, en vertical y (2) trama, en horizontal.

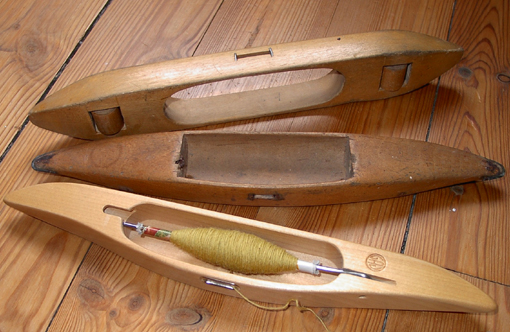
Lanzadera manual con una bobina de hilo para tejer entre la urdimbre.

En un tejido o tela, se llama trama o «contrahílo» al hilo transversal que se teje en la urdimbre para formar la tela. La trama es un hilo retorcido de varios «cabos», que se corta a medida antes de pasar a través de la urdimbre. 
Las fibras tradicionales para hacer la trama son lana, lino y algodón. Con el paso del tiempo se han incorporado las fibras artificiales y las fibras sintéticas. Debido a que la trama no está tirante y sujeta al telar, como lo está la urdimbre, los hilos de la trama pueden ser menos resistentes en general; la tela tiene flexibilidad en este sentido y se dilata de forma que permite respirar o sentarse, sin que se desgarre la tela.
La trama se pasa por la urdimbre con una lanzadera, chorros de aire o agujas. En los telares tradicionales el tejedor era un artesano que iba pasando un hilo de trama con una lanzadera manual, desde un extremo al otro del telar, levantando alternativamente, a mano, los hilos de la urdimbre. Durante la Revolución Industrial la mecanización del telar comenzó con la lanzadera volante que permitió que los tejidos fueran más anchos y que se fabricaran piezas de tela más rápidamente.